# Linux Magazine
Linux Magazine(ISSN 1432-640X)とは欧州の専門誌である。Linuxカーネルを中心としたオペレーティングシステムに携わる専門職を対象にしている。リナックス・ニューメディアが出版している。毎月第一木曜日発売。毎号DVDが付録として付いており、Linuxディストリビューションの最新バージョンが収録されることが多い。言語は英語、ドイツ語、ポーランド語、ルーマニア語、ブラジルポルトガル語、スペイン語で出版されている。

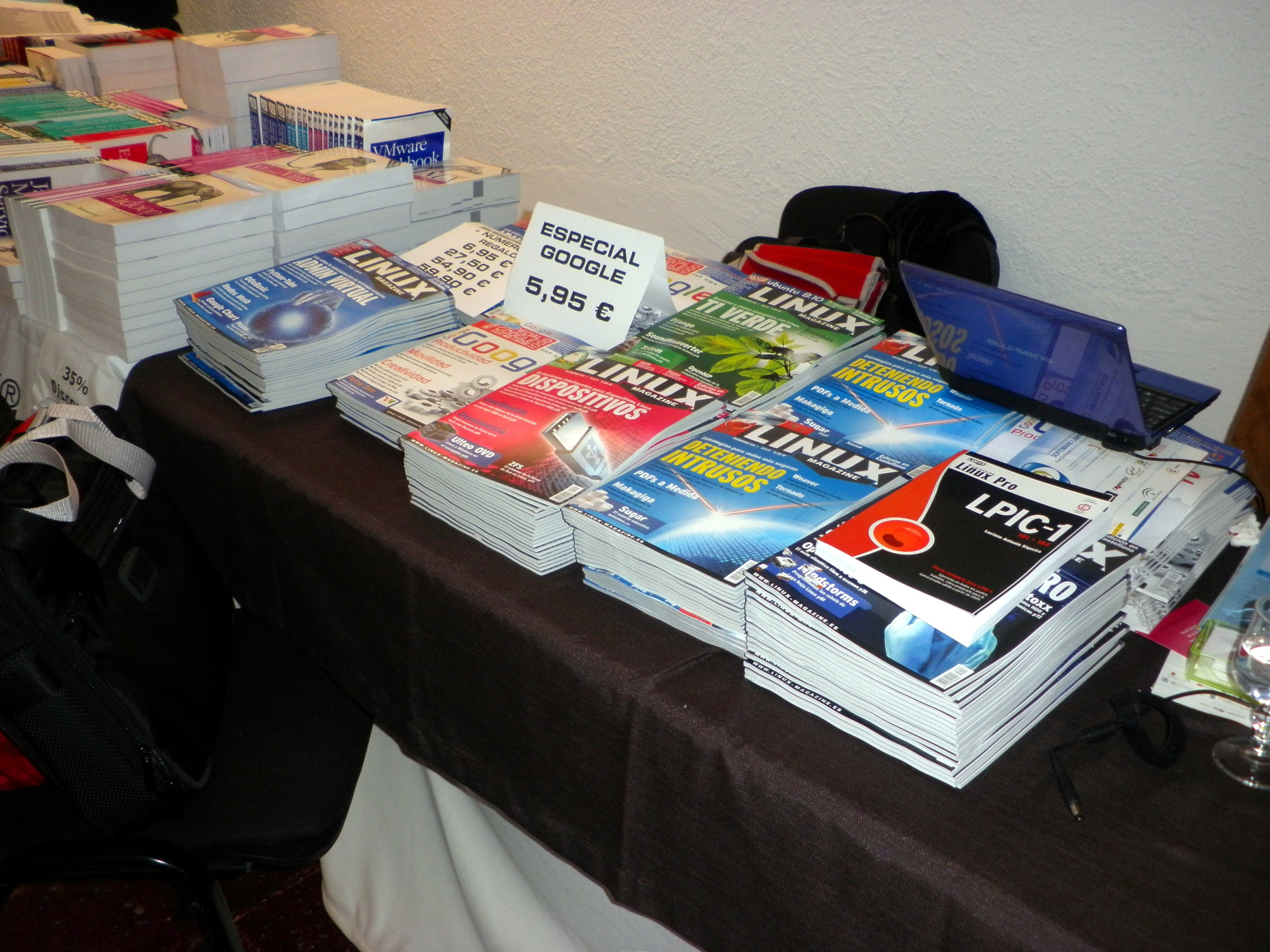
Linux Magazineの商品台

1994年10月にLinux-Magazinとしてドイツで創刊された。ドイツのLinuxユーザーグループであるDELUG向けの情報誌という形態だった。世界で2番目に古いLinux雑誌である。スローガンは„Die Zeitschrift für Linux-Professionals“ （ドイツ語で「Linuxのプロのための雑誌」）。

## 雑誌名
出版元のリナックス・ニューメディアはイングランドのみならず世界数カ国で発行しているこの雑誌をLinux Magazine Internationalと呼称している。それはインフォストラーダ(InfoStrada)がアメリカ合衆国で同名の雑誌(ISSN 1536-4674)を出版していたためである。アメリカではLinux MagazineをLinux Pro Magazineという雑誌名で販売していた。
2008年にリナックス・ニューメディアはインフォストラーダから同名雑誌に関する資産を買収し、誌名を変えることなくインターネット雑誌に移行させた。アメリカ合衆国版Linux MagazineのウェブサイトはクインストリートのInternet.com networkが取得したが、最新の記事は2011年7月30日付である。